# Ernst Stadler (Unternehmer)
Ernst Stadler (* 17. April 1908; † 18. Juli 1981) war ein Schweizer Ingenieur und Unternehmer. Er gründete die Stadler Fahrzeuge AG, die heutige Stadler Rail AG, in Bussnang im Kanton Thurgau.

## Leben
Über das Leben von Ernst Stadler bis Anfang der 1940er Jahre ist wenig bekannt. Er gründete 1942 ein Konstruktionsbüro in Zürich und beschäftigte sich dort hauptsächlich mit einzeln hergestellten Lokomotiven für den Einsatz in Gruben, Kraftwerkstollen und Industrieanlagen. 1948 baute er eine Maschinenfabrik in Freienbach, 1962 eine Produktionshalle in Bussnang. Dorthin verlegte er 1968 den Firmensitz.
Ernst Stadler war zweimal verheiratet und Vater von fünf Kindern.

## Unternehmensnachfolge
Nach dem Tod von Ernst Stadler 1981 übernahm zunächst seine zweite Ehefrau, Irma Stadler-Müller, die Führung des Unternehmens. Zusammen mit Albert Kniele, dem Leiter des Konstruktionsbüros, entwickelte sie das Unternehmen beim Bau von Waggons und Triebwagen weiter.
1986 heiratete Ernst Stadlers Enkelin Andrea Schaffner den HSG-Absolventen Peter Spuhler, dieser trat als CEO in das Unternehmen ein. Er übernahm es zunächst mit einem Kredit in Höhe von 5 Millionen Schweizer Franken und entwickelte es zum international führenden Schienenfahrzeughersteller Stadler Rail AG.

## Ehrungen
- Ernst-Stadler-Strasse in Bussnang (2010)[2]
- Diesel-Lokomotive Em 2/2 41 «Ernst Stadler» (2010)[2]